# エゼル・ヴァイツマン
エゼル・ヴァイツマン（ヘブライ語: עזר ויצמן,  Ezer Weizman 、1924年6月15日 - 2005年4月24日）は、イスラエルの政治家、軍人。第7代国防相。第7代大統領を歴任した。イスラエル空軍（IAF）の父といわれる。

## 生涯

### 生い立ち
イギリス統治時代のパレスチナ、テルアビブに生まれ、ハイファで育った。父は農業経済学者であり、またイスラエル初代大統領を務めたハイム・ヴァイツマンは叔父に当たる。
レアリ高校を卒業後、レウマ・シュヴァルツと結婚し、2人の子供をもうけた。息子の1人シャウルはエジプトとの消耗戦争で銃弾を受け重傷を負い、その後1991年には、彼の妻ラケルと共に交通事故で亡くなっている。

### 軍人としてのキャリア
ヴァイツマンは1942年、ナチス・ドイツに対抗するためにイギリス陸軍に入隊し、エジプトとリビアで展開された西部砂漠方面作戦にトラックドライバーとして従軍した。その後1943年にイギリス空軍（RAF）に転じ、ローデシアの航空学校で演習を積んだ後、1944年にインドの戦地に赴任した。その後、空軍軍曹でRAFを除隊した。
除隊後は、1944年から1946年までイルグンのメンバーとして活動し、さらに1946年から1947年にかけてはイングランドで航空工学を学び、戦闘機の操縦をメッサーシュミット（チェコスロヴァキアで生産されたバージョン）とスーパーマリン スピットファイアで学んだ。

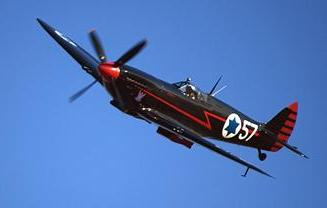
ヴァイツマンの操縦したスピットファイア（黒）

第一次中東戦争でハガナーの戦闘機パイロットとして活躍したヴァイツマンは、イスラエル空軍の父と呼ばれるようになる。この時彼は、ニルアム（イスラエル南部のキブツ）のネゲヴ飛行隊の飛行隊長だった。1948年5月、チェコスロヴァキアのチェスケー・ブジェヨヴィツェ空軍基地でアヴィア S-199の操縦を学んだ彼は、イスラエル最初の戦闘機部隊である第101飛行隊に配属され、イスラエル空軍初の戦闘機による対地攻撃作戦をテルアビブ南部のアド・ハロームに向かうエジプト縦隊に向けて行ったほか、1949年1月7日には、偵察のために領空侵犯してきたエジプト軍のスピットファイアとホーカー テンペストの2機種計14機から成る編隊をイスラエル空軍のスピットファイア（4機あるうちの1機を操縦）で迎撃した。
イスラエル建国後は国防軍（IDF）に入隊、参謀本部の作戦部長に就任した。また、1951年にはイギリス空軍指揮幕僚大学に留学し、帰国後はイスラエル空軍で初めてのグロスター ミーティアの操縦士となった。
ヴァイツマンは1958年から1966年まで空軍総司令官として指揮にあたった後、IDFの参謀副長となった。彼は1967年6月の六日間戦争に於いて、作戦部長としてアラブ連合軍に圧倒的勝利を収め、少将として高い信頼を得ることとなった。彼はエジプトの空軍基地に早朝の奇襲攻撃を仕掛けることを提案し、その結果、戦場となったシナイ半島に於いて全面的にほぼ有利な状況を作り出した。
ヴァイツマンはその後1969年まで参謀副長を務め、軍を退役した。退役を決断したのは、自身がIDFの最高ポストである参謀総長へ昇任する見込みがないと解ったことが理由とされている。

### 政治活動
ヴァイツマンは除隊後、メナヘム・ベギンを党首とする右派政党ガハルに入党した。第三次中東戦争の際にはレヴィ・エシュコル首相率いる挙国一致内閣で運輸相として入閣を果たし、1970年にガハルが連立政権を離脱するまで同職を務めた。1972年に一度ガハルを脱党するが、1976年に復党（このときにはガハルは合同などを経てリクードとなっていた）、1977年に成立したメナヘム・ベギン内閣では国防相に任命される。
彼の任期中には、1978年にリタニ作戦が行われたほか、IAIラビ戦闘機の開発が開始されている。
次第に穏健派となっていったヴァイツマンは、エルサレムを訪問したエジプト大統領アンワル・アッ＝サーダートとも親睦を深め、この良好関係は1978年のエジプトとの平和条約を結ぶためのキャンプ・デービッド合意の際に大きな決め手となった。
1980年5月、ヴァイツマンは政府を離れ、モーシェ・ダヤン（ベギン内閣に外相として入閣するも、ベギンとの意見対立が原因で前年（1979年）に外相を辞任）と共に新たな政党を立ち上げることを画策した。しかし、この新政党計画は4年間にわたって保留となり、その間に彼はビジネスの世界に足を踏み入れることとなった。
1984年、彼はついに新政党ヤハド（Yachad）を立ち上げ、同年の総選挙では3議席を獲得した。その後挙国一致政権となったシモン・ペレス内閣、イツハク・シャミル内閣に参画した。1986年10月、ヤハドはヨッシ・サリドとマパム一派（後のメレツ）が挙国一致に反対し、党を去った後のアラインメント党（Alignment）と合流した。
1984年から1990年にかけては、アラブ問題担当大臣、科学技術相を歴任した。また1992年には、自身が所属するアラインメント党が労働党となった。

### 大統領時代

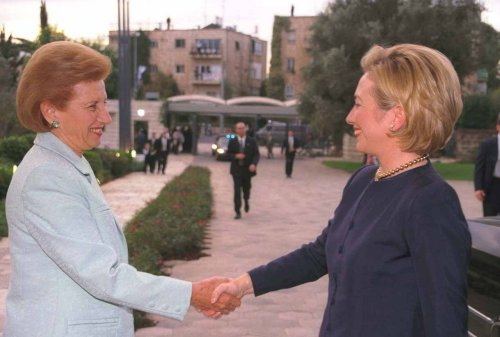
エゼル・ヴァイツマンの妻レウマ（左）とヒラリー・クリントン

ヴァイツマンは1993年5月13日にイスラエル大統領に就任した。彼は在任中しばしばヒズボラやハマスのテロ行為によって負傷したり死亡した兵士の家族の家庭を訪問し、死を悼んだ。また、負傷した兵士が入院する病院にも頻繁に訪れ、兵士たちを激励した。しかし、彼のインフォーマルで率直な物言いは物議をかもすこともあった。
イスラエルでは大統領は国民の代表であり、中立が求められる形式的な地位の側面が強いが、ヴァイツマンの行動はそれまでの大統領の慣習とは一線を画していた。1996年には、平和プロセスを実現させるためパレスチナ解放機構（PLO）のアラファト議長をカイサリアの自宅に招き、また1999年には、当時のパレスチナ解放民主戦線（DFLP）指導者ナーイフ・ハワトメと会い、｢私は平和のためなら、悪魔とでも話す準備がある｣と発言したとされる。また、ゴラン高原からの軍撤兵を公に語っていたこともあり、右派政党からは厳しく批判された。
1999年の末、新聞報道によりヴァイツマンが大統領になる前、ビジネスマンから多額の金銭を受け取っており、それを当局に報告していなかったことが明らかになった。すでに時効が過ぎていたため、彼は起訴を免れたものの、国民の不信感を払拭することが出来ず、2000年7月13日大統領を辞職した。

### 死去
2005年2月頃から肺炎を患い、同年5月24日にカイサリアにある自宅で息を引き取った。墓所はイスラエルの歴代大統領・首相の多くが埋葬されているエルサレムのヘルツルの丘ではなく、彼の息子夫婦の墓があるハイファのオル・アキヴァのそばにある。

## 著作・参考文献
- On Eagles' Wings: The Personal Story of the Leading Commander of the Israeli Air Force (1975) （英語）
- The Battle for Peace (1981) （英語）
- Ruth, Sof (2002) （ヘブライ語）

なお、これらは英語版記事における参考文献であり、日本語版執筆において直接参照していません。